# Nick Barmby
Nicholas Jonathan „Nick” Barmby (Kingston upon Hull, 1974. február 11.) angol labdarúgó. Középpályás és csatár poszton játszott 2012-es visszavonulásáig. 1995 és 2001 között huszonhárom válogatottbeli meccsén négy gólt szerzett.

## Pályafutása

### Tottenham Hotspur FC
Barmby a Hull City ifiakadémiáján kezdett futballozni, de profi pályafutását már a Tottenham Hotspurben kezdte meg, 1991-ben. Garreth Roberts búcsúmeccsén, éppen a Hull ellen mutatkozott be a londoniaknál és két gólt szerzett. Négy hónappal később debütált tétmeccsen, a Sheffield Wednesday ellen. Az 1992/93-as szezonra sikerült állandó helyet szereznie magának a Spurs kezdőjében. Olyan csatárok mellett játszhatott, mint Jürgen Klinsmann, Teddy Sheringham, Darren Anderton és Ilie Dimitrescu. Minden sorozatot egybevéve 100-szor játszott a Tottenhamben és 27 gólt lőtt. Két FA Kupa-elődöntőn is szerepelt a Londonban töltött ideje alatt.

### Middlesbrough FC
1995 júniusában 5,25 millió fontért leigazolta a Middlesbrough, ezzel ő lett a csapat legdrágábban igazolt játékosa. Ő lőtte a Riverside Stadion történetének első gólját tétmérkőzésen. Mindössze 17 hónapig maradt a Borónál, majd 5,75 millió fontért az Evertonhoz szerződött.

### Everton FC
Az 1996/97-es idényben az Everton a kiesés ellen küzdött. Végül sikerült bennmaradniuk, de Barmbynak több fontos meccset ki kellett hagynia sérülés miatt. Három és fél évet töltött a kék mezeseknél, ez alatt az idő alatt 116 bajnokin lépett pályára és 18 gólt szerzett.

### Liverpool FC
2000 nyarán hatalmas meglepetésre az Everton legnagyobb riválisához, a Liverpoolhoz igazolt. 1959 óta nem volt rá példa, hogy valaki a Stolverkosoktól közvetlenül a Vörösökhöz igazoljon. A Manchester United is érdeklődött iránta, de a Liverpool 6 millió fontos ajánlata lett a befutó. A 2000/01-es szezonban az FA Kupát, a Ligakupát és az UEFA-kupát is megnyerte a csapattal, és az idény egyik Mersey-parti rangadóján is betalált az Everton kapujába. A Ligakupa döntőjén, a Birmingham City ellen büntetőpárbajban ő is értékesített egy tizenegyest. Rossz formája miatt 2002-ben 2,75 millió fontért eladták a Leeds Unitednek.

### Leeds United AFC
A Leedsben a Manchester City ellen mutatkozott be és gólt szerzett, ezzel 3-0-s sikerhez segítve új csapatát. A biztató kezdet ellenére nem sokat tudott segíteni a Premier League tabelláján egyre lejjebb csúszó fehér mezeseknek és egyre kevesebb játéklehetőséghez jutott. A 2003/04-es évad egy részét kölcsönben a Nottingham Forestnél töltötte. Egy gólt szerzett, egy Gillingham elleni mérkőzésen.

### Hull City AFC
2004-ben Barmby ingyen szülővárosa csapatához, a Hull Cityhez igazolt. Első ott töltött szezonjában a Tigrisek feljutottak a Championshipbe. Ehhez kilenc góllal járult hozzá, 2004. november 6-án mindössze hét másodpercre volt szüksége, hogy betaláljon a Walsall kapujába. A 2007/08-as szezonban a Hull a rájátszást megnyerve feljutott a Premier League-be. Barmby 2008. december 20-án, egy Sunderland elleni meccsen szerezte meg első gólját az élvonalban a Hull Cityszíneiben. Vele együtt mindössze öt olyan játékos van, aki hat különböző csapat futballistájaként gólt szerzett a Premier League-ben.

## Válogatott
Barmby válogatott karrierje során 13 alkalommal kezdőként, 10-szer pedig csereként lépett pályára az angol válogatottban és négy gólt szerzett. Részt vett az 1996-os és a 2000-es Eb-n, valamint a németek ellen 5-1-re megnyert barátságos meccsen 2001. szeptember 1-jén.

## Sikerei, díjai

### Liverpool
- Charity Shield-győztes: 2001
- Ligakupa-győztes: 2001
- FA Kupa-győztes: 2001
- UEFA-kupa-győztes: 2001

### Hull City
- Az angol másodosztály rájátszásának győztese: 2007/08

## Külső hivatkozások
- Nick Barmby pályafutásának statisztikái a Soccerbase oldalon (angolul)

## Fordítás
- Ez a szócikk részben vagy egészben  a   Nick Barmby című angol Wikipédia-szócikk fordításán alapul.  Az eredeti cikk szerkesztőit annak laptörténete sorolja fel. Ez a jelzés csupán a megfogalmazás eredetét és a szerzői jogokat jelzi, nem szolgál a cikkben szereplő információk forrásmegjelöléseként.